# ماتياس غونزاليس
ماتياس غونزاليس (بالإسبانية: Matías González Núñez)‏ (23 نوفمبر 1993 بمونتفيدو في الأوروغواي - ) هو لاعب كرة قدم أوروغواني في مركز الدفاع. لعب مع نادي ليفربول والتانك سيلي.

## وصلات خارجية
- ماتياس غونزاليس على موقع قاعدة بيانات كرة القدم.إي يو (الإنجليزية)
- ماتياس غونزاليس على موقع Soccerway.com (الإنجليزية)